# Étoile variable irrégulière
Une (étoile) variable irrégulière est un type d'étoile variable dont les variations de luminosité ne présentent pas de périodicité définie. Il y a deux sous-types principaux de variables irrégulières : les variables irrégulières éruptives et les variables irrégulières pulsantes.
Les variables irrégulières éruptives sont divisées en trois catégories[réf. nécessaire] :
- Les variables du groupe I sont séparées en deux sous-groupes IA (types spectraux O à A) et IB (types spectraux F à M).
- Les variables appelées IN (irregular nebulous) ou variables de type Orion, spécifiques aux régions de formation d'étoiles, peuvent varier de plusieurs magnitudes avec des changements rapides allant jusqu'à 1 magnitude en 1 à 10 jours, sont de façon similaire séparées en fonction du type spectral en sous-groupes INA et INB, mais avec un sous-groupe supplémentaire, INT, pour les étoiles de type T Tauri, ou INT(YY) pour les étoiles de type YY Orionis.
- La troisième catégorie d'irrégulières éruptives sont les étoiles IS, qui présentent des variations rapides de 0,5 à 1 magnitude en quelques heures ou jours ; de nouveau, elles sont séparées en sous-groupes ISA et ISB.

Les géantes ou supergéantes irrégulières pulsantes, ou variables irrégulières à longue période, sont toutes de type spectral tardif (K, M, C, ou S) et sont classées en type L-LB pour les géantes et LC pour les supergéantes. La question de savoir combien de ces dernières sont en fait des variables semi-régulières qui demandent simplement plus d'analyses, reste ouverte.